# Dalmir Estigarribia
Mica, właśc. Dalmir Estigarribia (ur. 29 lipca 1958 w Tupanciretã, Rio Grande do Sul, zm. 24 czerwca 2019 w União da Vitória) – piłkarz brazylijski występujący na pozycji napastnika.

## Kariera klubowa
Karierę piłkarską zaczął w klubie SC Internacional w 1978. Z Internacionalem zdobył mistrzostwo stanu Rio Grande do Sul – Campeonato Gaúcho w 1978. W 1981 występował w Sampaio Corrêa São Luís. W Sampaio Corrêa z 13 bramkami został królem strzelców ligi stanowej Maranhão.

## Kariera reprezentacyjna
Występował w olimpijskiej reprezentacji Brazylii. W 1979 uczestniczył w Igrzyskach Panamerykańskich, na których Brazylia zdobyła złoty medal. Na turnieju w San Juan wystąpił w trzech meczach z Gwatemalą (bramka), Kubą i Portoryko (bramka).